# ذخیره‌گاه زیست‌کره ال سیلو
ذخیره‌گاه زیست‌کره ال سیلو (به اسپانیایی: El Cielo) یک ذخیره‌گاه زیست‌کره در مکزیک است که در Gómez Farías Municipality واقع شده‌است.